# Olibrij
Flavij Anicij Olibrij (latinsko Flavivs Anitivs Olibrivs) je bil cesar Zahodnega rimskega cesarstva, ki je vladal nekaj mesecev leta 472, * ni znano, Rim, † 22. oktober ali 2. november 472.
Bil je mationetni vladar, katerega je na prestol posadil rimski general germanskega porekla Ricimer. Zanimale so ga predvsem verske zadeve, vladala pa sta Ricimer in njegov nečak Gundobad. 

## Življenjepis

### Družina in zgodnja kariera
Olibrij je bil rojen v Rimu v stari in vplivni italski družini (gens) Anicia.
Nekateri zgodovinarji trdijo, da je bil v sorodu s konzulom Anicijem Hermogenijanom Olibrijem. Poročen s Placidijo, najmlajšo hčerko zahodnega cesarja Valentinijana III. in njegove žene Licinije Evdoksije. S poroko se njegova senatorska družina povezala s Teodozijevo rodbino. Datum njune poroke ni znan.

### Dvakrat kandidat za prestol
Vandali pod vodstvom kralja Gajzerika so izkoristili zmedo in šibkost Zahodnega rimskega cesarstva po smrti Valentinijana III.. Vdrli so v Italijo in junija 455 oplenili Rim. Pred vrnitvijo v Afriko so za talki vzeli Valentinijanovo ženo Licinijo Evdoksijo in njeni hčerki, med njima Olibrijevo ženo Placidijo. Zgodovinar Ivana Malalas v 6. stoletju piše, da je bil Olibrij takrat v Konstantinoplu, letopisec Evagrij Sholastik pa v nasprotju z njim trdi, da tam ni bil naključno, ampak je tja pobegnil pred Gajzerikovo vojsko. Med bivanjem v vzhodni prestolnici se je začel zanimati za verske zadeve. Srečal se je z Danijelom Stilitom, ki je, po krščanskem izročilu, prerokoval Evdoksijino izpustitev.
Medtem se je v Zahodnem cesarstvu zamenjalo več cesarjev: po Petroniju Maksimu je vizigotski kralj Teodorik II.  za cesarja razglasil galsko-rimskega senatorja Avita, katerega je po dveh letih vladanja odstavil Majorijan. Majorijana je po štirih letih vladanja leta 461 ubil njegov general Ricimer. Gajzerik je po njegovi smrti podprl Olibrijevo kandidaturo za rimski prestol, ker je bil njegov sin Hunerik poročen z drugo Valentinijanovo hčerko in zato Olibrijev svak. Računal je tudi, da bo s šibkim Olibrijem na rimskem prestolu povečal svoj vpliv v Zahodnem cesarstvu. V ta namen je osvobodil Licinijo Evdoksijo in Placidijo, plenilskih pohodov po italijanskih obalah pa ni opustil. Njegov načrt je spodletel, ko je magister militum zahoda postal Ricimer in za cesarja izbral Libija Severja. Placidija je po izpustitvi odšla v Konstantinopel, kjer je leta 462 rodila Olibrijevo hčerko Anicijo Julijano. 
Olibrij je bil po Severjevi smrti leta 465 ponovno kandidiral za zahodnega rimskega cesarja in Gajzerik je bil ponovno njegov glavni zgovornik. Gajzerikovi upi so se razblinili, ko je vzhodni cesar Leon I. Tračan za cesarja izbral plemiča Prokopija Antemija. Olibrijevo druženje z Gajzerikom ni škodilo njegovi karieri in vzhodni dvor mu je celo podelil konzulat za leto 464.

## Prihod na prestol, vladanje in smrt
Vsi viri soglašajo, da je Olibrij prišel na prestol Zahodnega rimskega cesarstva po zaslugi zahodnega magistra militum Ricimerja, čeprav se časi in zaporedje dogodkov, ki so ga pripeljali na prestol, razlikujejo. 
V različici Ivana Malala je Olibrija leta 472 poslal v Italijo vzhodni cesar Leon I. Tračan, da bi posredoval med Ricimerjem in zahodnim cesarjem Antemijem, katerega je Ricimer oblegal v Rimu. Po opravljeni nalogi bi moral nadaljevati pot v Kartagino in Gajzeriku ponuditi mirovno pogodbo. Leon je sumil, da je Olibrij naklonjen vandalskemu kralju in bi lahko skrivoma prestopil na njegovo stran, zato je Antemiju poslal pismo z naslednjo vsebino:
Asparja in Ardaburja sem odstranil s tega sveta, tako da več nikogar, ki bi mi nasprotoval. Zdaj moraš ubiti še svojega zeta Ricimerja, da ne bo ostal še kdo, ki bi te lahko izdal. Poslal sem ti tudi patricija Olibrija. Želim, da ga ubiješ, tako da boš lahko vladal sam, namesto da bi služil drugim.
Ricimerjeva straža v Ostiji je tajno pismo pismo odkrila. Ricimer ga je pokazal Olibriju in ga prepričal, naj sprejme cesarski naslov. Olibrij je bil za Ricimerja dober kandidat, ker je bil član rimske senatorske aristokracije in poročen s cesarjevo hčerko Placidijo. Zaradi zakona z njo bi postal zadnji cesar iz Teodozijske dinastije. Ricimer je 11. julija 472 ubil Antemija in razglasil Olibrija za zahodnega rimskega cesarja.
Druga različica tajnega pisma ne omenja in trdi, da je bil Olibrij razglašen za cesarja že aprila ali maja 472, se pravi nekaj mesecev pred Antemijevo smrtjo. Ricimer je zatem še nekaj mesecev oblegal del mesta, ki ga je obvladoval Antemij. Ko so Antemija zapustili njegovi pristaši, ga je Ricimerjev nečak Gundobad ujel in usmrtil. Ta različica namiguje, da je Leon I. Olibrija skrivoma podpiral in ga zato poslal v Rim. Drugo različico podpirajo trije viri: Teofan, Velikonočna kronika in Pavel Diakon. 
Olibrijeva vladavina je bila kratka in brez zapletov. Kmalu za Antemijem je 9. ali 19. avgusta 472 umrl tudi Ricimer. Za magistra militum je bil namesto njega imenovan njegov nečak Gundobad. 
O Olibrijevi politiki je malo znanega. Enodij ga v svojem delu Vita Epifanius opisuje kot pobožnega moža, ki je temu primerno tudi deloval. Dokazano je, da je skoval serijo zlatnikov, na katerih je bil križ in namesto običajnega napisa SALVS REIPVBLICAE  (blaginja republiki) napis SALVS MVNDI (blaginja ljudstvu). Cesar je na njih upodobljen brez čelade in kopja, kar je bilo za njegove predhodnike običajno, in kaže, da se ni kdo ve kako zanimal za vojaške zadeve.
Po sedmih mesecih vladanja je umrl zaradi vodenice. Datum njegove smrti v virih ni povsem enoznačen. Nekateri viri pišejo, da je umrl 22. oktobra, drugi da 2. novembra.